# Walter Bauer
Walter Bauer (ur. 8 sierpnia 1877 w Königsbergu; zm. 17 listopada 1960 w Getyndze) – niemiecki teolog ewangelicki. Uznanie zdobył dzięki prowadzonym badaniom pierwotnego chrześcijaństwa na podstawie Nowego Testamentu. Za jego sprawą powróciła teoria nauki pierwszych ortodoksów. Jest twórcą słownika Griechisch-deutschen Wörterbuch zu den Schriften des Neuen Testaments und der übrigen urchristlichen Literatur, który został do dzisiaj wielokrotnie przetłumaczonym na inne języki.

## Życiorys
Bauer był synem nauczyciela akademickiego i jako dziecko z rodziną przeprowadził się do Marburga, gdzie w 1895 roku zdał maturę w Gymnasium Philippinum. Rozpoczął studia teologiczne na uniwersytecie w Marburgu i w 1896 roku wstąpił do Corps Hasso-Nassovia. Później studiował w Berlinie i Strasburgu. W 1903 roku habilitował się w Marburgu, w 1913 został profesorem we Wrocławiu a w 1916 w Getyndze, gdzie pracował do emerytury, do 1946 roku. W 1933 roku razem z matematyczką Emmy Noether nie podpisał deklaracji lojalności profesorów z Getyngi wobec Adolfa Hitlera. Opowiadał się za ułaskawieniem Dietricha Bonhoeffera. W latach 1928–1946 był przewodniczącym komisji w instytucie Göttinger Septuaginta-Unternehmen.

## Działalność
Bauer badał okres wczesnego chrześcijaństwa. Jego najbardziej znane dzieło to Rechtgläubigkeit und Ketzerei im ältesten Christentum (Ortodoksyjność i herezja w najwcześniejszym chrześcijaństwie)(Tybinga 1934). W pracy tej udało mu się udowodnić, że ortodoksyjna nauka wczesnego Kościoła w żadnym wypadku nie jest najstarszą nauką. Przede wszystkim na podstawie znalezionych pism w Egipcie i Azji Mniejszej mógł wykazać, że wczesne wspólnoty chrześcijańskie rozwinęły najpierw gnostyczne idee. Z biegiem czasu przeforsowano ostatecznie zasady wiary Kościoła rzymskiego, który swoje rozwinięte nauki określił jako pierwotne a oryginalne nauki napiętnował jako heretycki odłam. Chociaż praca jego została opublikowana w 1934 roku, była ona w okresie powojennym w środowisku międzynarodowym przeważnie ignorowana. Dopiero w 1971 roku została wydana w języku angielskim. Dzisiaj poglądy Bauera podziela znaczna część naukowców, którzy ortodoksyjne nauki Kościoła rozumieją jako kształtowanie pierwszych ortodoksyjnych idei. Kolejną wybitną jego pracą oprócz komentarzy pism apostoła Jana jest przede wszystkim Griechisch-deutsche Wörterbuch zu den Schriften des Neuen Testaments und der übrigen urchristlichen Literatur. Praca ta jest standardem światowym w zakresie badań nowotestamentowych wszystkich kościołów chrześcijańskich.

## Pisma (wybór)
- Mündige und Unmündige bei dem Apostel Paulus. Dissertation, Universität Marburg 1902.
- Der Apostolos der Syrer in der Zeit von der Mitte des 4. Jahrhunderts bis zur Spaltung der syrischen Kirche. Ricker Verlag, Giessen 1903.
- Das Leben Jesus im Zeitalter neutestamentlichen Apokryphen. Wissenschaftliche Buchgemeinschaft, Darmstadt 1967 (Nachdruck d. Ausg. Tübingen 1909).
- Johannesevangelium 2. Aufl. Mohr, Tübingen 1925 (Handbuch zum Neuen Testament; 6).
- Die katholischen Briefe des NT. Mohr, Tübingen 1910 (Religionsgeschichtliche Volksbücher für die deutsche christliche Gegenwart/1; 20).
- Die apostolischen Väter. Mohr, Tübingen 1923.[3]
- Die Oden Salomos. 1933
- Georg Strecker (Hrsg.): Rechtgläubigkeit und Ketzerei im ältesten Christentum. 2. Aufl. J. C. B. Mohr, Tübingen 1964 (Beiträge zur historischen Theologie; 10)[4]
- Kurt Aland, Barbara Aland (Hrsg.): Griechisch-deutsches Wörterbuch zu den Schriften des Neuen Testaments und der frühchristlichen Literatur. 6., völlig neu bearbeitete Auflage. DeGruyter, Berlin 1988, ISBN 3-11-010647-7 (wcześniejszy tytuł Griechisch-deutsches Wörterbuch zu den Schriften des Neuen Testaments und der übrigen urchristlichen Literatur. (Hrsg. Alfred Töpelmann), 2. Auflage (1928) zu Erwin Preuschens: Vollständiges Griechisch-Deutsches Handwörterbuch zu den Schriften des Neuen Testaments und der übrigen urchristlichen Literatur. 1., Gießen 1910).
- Lehrbuch der neutestamentlichen Theologie. 2., neu bearbeitete Auflage. Mohr, Tübingen 1911 (2 tomy.; razem z Adolf Jülicher i Heinrich Holtzmann).